# 延野正行
延野 正行（のべの まさゆき、1980年7月25日 - ）は日本のライトノベル作家、小説家。大阪府出身。
2014年、『カオス・ガーデン 〜プロジェクト・ブライダル〜』（刊行時に『0.000000001%デレない白い猫』へ改題）で集英社主催の第13回スーパーダッシュ小説新人賞特別賞を受賞し、デビューした。

## 作品リスト

### 小説
集英社ダッシュエックス文庫
1. 0.000000001%デレない白い猫（2015年2月25日）
2. 0.000000001%デレない白い猫 2（2015年5月22日）
3. 嫌われ家庭教師のチート魔術講座 魔術師のディプロマ（2016年7月22日）
4. 劣等職の最強賢者 〜底辺の【村人】から余裕で世界最強〜（2019年11月22日）

ツギクルブックス
1. アラフォー冒険者、伝説となる 〜SSランクの娘に強化されたらSSSランクになりました〜（2018年7月10日）
2. アラフォー冒険者、伝説となる 2 〜SSランクの娘に強化されたらSSSランクになりました〜（2019年7月9日）

カドカワBOOKS
1. ゼロスキルの料理番（2019年6月10日）
2. ゼロスキルの料理番 2（2020年1月10日）
3. 「ククク……。奴は四天王の中でも最弱」と解雇された俺、なぜか勇者と聖女の師匠になる（2021年2月10日）
4. 「ククク……。奴は四天王の中でも最弱」と解雇された俺、なぜか勇者と聖女の師匠になる 2（2021年12月10日）

サーガフォレスト
1. 叛逆のヴァロウ〜上級貴族に謀殺された軍師は魔王の副官に転生し、復讐を誓う〜（2020年1月15日）
2. 叛逆のヴァロウ〜上級貴族に謀殺された軍師は魔王の副官に転生し、復讐を誓う〜 2（2020年6月15日）
3. 魔物を狩るなと言われた最強ハンター、料理ギルドに転職する〜好待遇な上においしいものまで食べれて幸せです〜 1（2021年6月15日）
4. 魔物を狩るなと言われた最強ハンター、料理ギルドに転職する〜好待遇な上においしいものまで食べれて幸せです〜 2（2022年1月14日）
5. ハズレスキル『おもいだす』で記憶を取り戻した大賢者〜現代知識と最強魔法の融合で、異世界を無双する〜 1（2024年6月14日）

Kラノベブックス
1. 公爵家の料理番様 〜300年生きる小さな料理人〜（2022年9月2日）
2. 公爵家の料理番様 2 〜300年生きる小さな料理人〜（2023年2月2日）

アース・スター ルナ
1. 王宮錬金術師の私は、隣国の王子に拾われる 〜調理魔導具でもふもふおいしい時短レシピ〜（2022年10月3日）

ブレイブ文庫
1. 魔王様は回復魔術を極めたい〜その聖女、世界最強につき〜（2024年6月25日）

グラストNOVELS
1. 獣王陛下のちいさな料理番～役立たずと言われた第七王子、ギフト【料理】でもふもふたちと最強国家をつくりあげる～（2025年4月25日）

### 漫画

#### コミカライズ
- ゼロスキルの料理番（角川コミックス・エース）
- 劣等職の最強賢者 〜底辺の【村人】から余裕で世界最強〜 (ヤングジャンプコミックスDIGITAL)
- 「ククク……。奴は四天王の中でも最弱」と解雇された俺、なぜか勇者と聖女の師匠になる（水曜日のシリウスコミックス）
- アラフォー冒険者、伝説となる 〜SSランクの娘に強化されたらSSSランクになりました〜（メテオCOMICS）
- 魔物を狩るなと言われた最強ハンター、料理ギルドに転職する〜好待遇な上においしいものまで食べれて幸せです〜（ノヴァコミックス）
- 叛逆のヴァロウ〜上級貴族に謀殺された軍師は魔王の副官に転生し、復讐を誓う〜（ポルカコミックス）
- 公爵家の料理番様 〜300年生きる小さな料理人〜（ヤンマガKCスペシャル）
- 宮廷鍵師、【時間停止（ロック）】と【分子分解（リリース）】の能力を隠していたら追放される～封印していた魔王が暴れ出したみたいだけど、S級冒険者とダンジョン制覇するのでもう遅いです～（コミックシーモア）

#### 漫画原作
- ごはんですよ、フェンリルさん（HxSTOON）
- おっさん勇者は鍛冶屋でスローライフはじめました（BookLive）